# Оксилия, Нино
Нино Оксилия (1889—1917) — итальянский драматург, сценарист и режиссёр, журналист. Его пьеса 1911 года «Прощай, молодость» послужила сценарной основой для нескольких фильмов и одноимённой оперетты на стихи Алессандро Де Стефани, музыка Джузеппе Пьетри. Он также написал первый текст к песне «Giovinezza» в 1909 году.
Оксилия погиб в бою во время Первой мировой войны.

## Биография
Анджело (Нино) Оксилия родился 13 ноября 1889 года на Виа Гарибальди в Турине. Его семья была лигурийского происхождения из Лоано.
Учился в Туринском университете. Начал карьеру в качестве журналиста, работая на «Газетта ди Турин» и «Момент».
Комедия «Прощай, юность» (1911, в сотрудничестве с Сандро Камасио) принесла ему успех. По этой пьесе было поставлено четыре фильма, первый из которых был снят самим же Оксилия. Сотрудничество между Оксилией и Камасио породило комедию La zingara (1909). Затем он сочинил комедию «Женщина и зеркало», затем с Сандро Камасио и Нино Беррини создал сатирический театральный журнал Cose dell’Altro mondo, тоже пользовавшийся известностью.
В 1909 году он опубликовал поэтический сборник Canti breve.
Погиб у горы Монте-Томба во время Первой Мировой войны, участвуя в обороне линии Монте-Граппа, от взрыва осколочной гранаты.